# Cantalupo nel Sannio
Cantalupo nel Sannio – miejscowość i gmina we Włoszech, w regionie Molise, w prowincji Isernia.
Według danych na rok 2004 gminę zamieszkiwało 736 osób, 49,1 os./km².